# 和平队
和平队（英語：Peace Corps），是一个美國政府獨立機構，旨在訓練和派遣志愿者展开国际援助活动。

## 宗旨
- 为愿意接受和平队帮助的国家和地区提供训练有素的人员
- 促进受助国人民对美国人民的了解
- 促进美国人民对世界其他各国人民的了解。

## 历史
二战末期，美国工会领导人沃尔特·鲁瑟多次在美国各地倡导美国和平队的建立，时称“长期以来，我一直在说，我相信越多的美国年轻人接受培训，与世界上其他年轻人一起带着计算尺、教科书和医药箱被派往国外，用和平工具帮助人们自助，就越少的年轻人需要被派去携带枪支和战争武器。”
根据1961年3月1日美国甘迺迪政府10924号行政命令以：

“促进世界和平和友谊，为感兴趣的国家和地区，提供有能力，且愿意在艰苦环境下在国外服务的美国男性和女性公民，以帮助这些国家和地区的人民获得训练有素的人力资源。”

同年得到美国国会以通过《和平队法案》的方式授权。和平队队员需要为其义务服务两年。首任领导人为萨金特·施莱佛。
截至2013年，先后有接近22万美国公民参加过和平队的工作。目前，和平队在140个国家有活动。
但是随着和平队的成立，对于其的怀疑和抨击就没有停止过。从1961年的尼日利亚开始，不断有国家指责和平队是“间谍”、“新殖民主义者”等等。由于中国政府长期指责和平队为美国进行文化渗透和间谍活动的组织，因此和平队在中国并未采用本名，而以“美中友好志愿者办公室”的名义开展活动。2020年1月16日美国联邦参议员馬可·魯比歐宣布终止和平队在华活动，理由是中国已非发展中国家。

## 国际存在

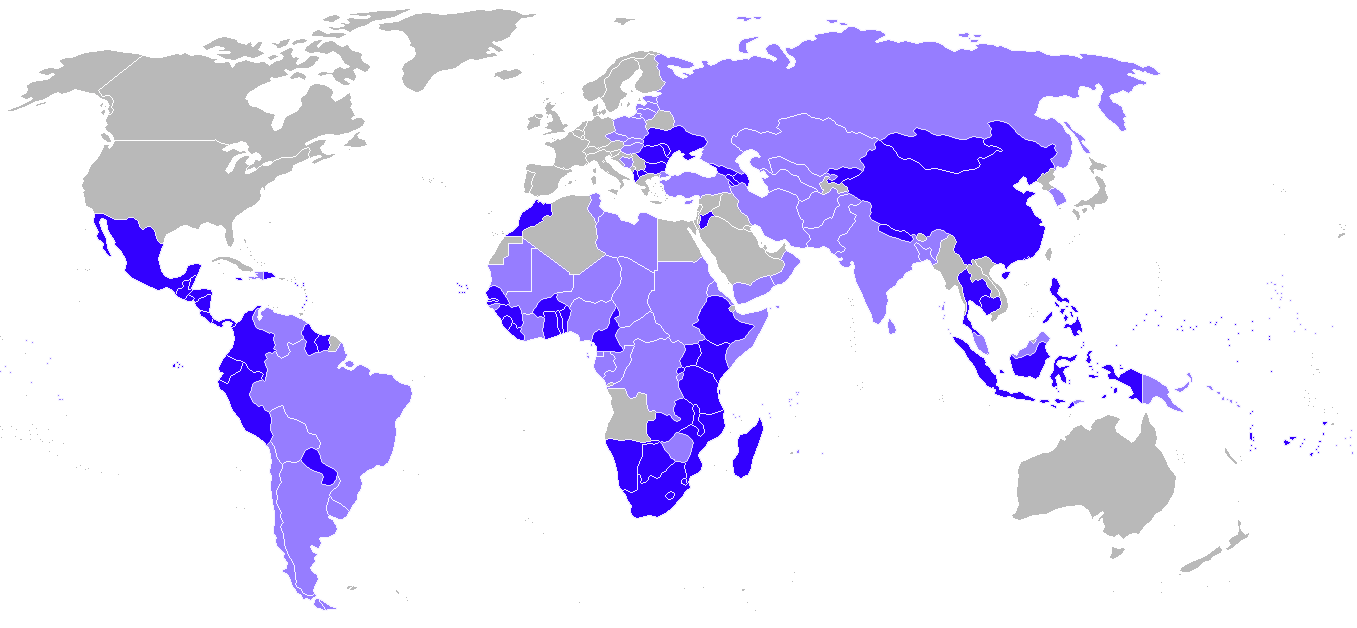
和平队志愿者服务的国家 As of 2009。
以前服务的国家。

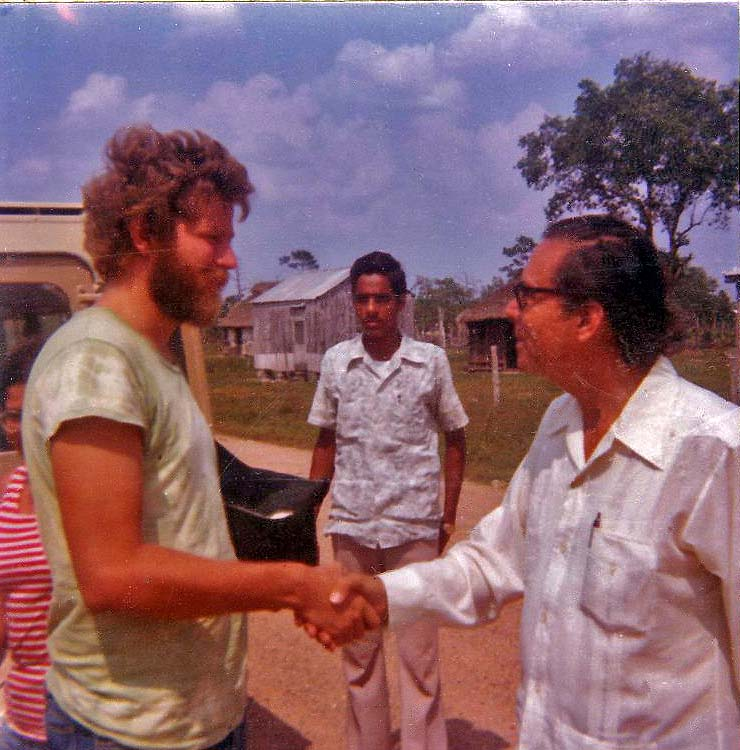
伯利兹总理 乔治·卡德尔·普赖斯 和 和平队志愿者, 伯利兹, 1976

## 申请流程
填写申请和平队需要长达一个小时除非与招募人员谈话，申请人必须年满18岁并且是美国公民，并且在他们想离开时间的9至12个月之前申请。他们必须通过面试。